# 대가 제도
대가(代加) 또는 대가제(代加制)는 고려와 조선시대의 고관대작의 자손들 중 과거 시험에 합격하지 못했고, 음서 제도로도 관직에 오르지 못한 자를 구제하기 위한 제도였다.
고려와 조선시대에 아버지나 할아버지가 당하관 이상의 벼슬을 지냈으나 그 아들, 손자, 아우, 사위, 조카, 사촌 등이 관직에 오르지 못하면 사대부가의 품위를 지켜주기 위해 관직이나 녹봉 없이 품계만 지급해 주었다. 이는 보통 종9품 장사랑에서 정5품 통덕랑까지의 품계가 부여되었고, 대가제로 오를수 있는 계급의 한계는 통덕랑이었으나 예외도 일부 있었다.

## 같이 보기
- 과거 제도
- 음서